# Dayhan Pinedo
Dayhan Nikole Pinedo León (Lima, 26 de junio de 1997) es una voleibolista peruana que juega como armadora. Su equipo actual es Kazoku No Perú, ascendido a la Liga Nacional Superior de Voleibol del Perú.

## Clubes
| Club           | País | Año         |
| -------------- | ---- | ----------- |
| Rebaza Acosta  | Perú | 2017 - 2018 |
| Molivoleibol   | Perú | 2019 - 2021 |
| Kazoku No Perú | Perú | 2023 -      |

## Palmarés

### Clubes
- 2020:  "Campeona", Liga Nacional Intermedia de Voleibol de Perú con  Molivoleibol.[2]
- 2024:  "Subcampeona", Liga Nacional Intermedia de Voleibol de Perú con  Kazoku No Perú.
- 2025:  "Campeona", Liga Nacional Intermedia de Voleibol de Perú con  Kazoku No Perú.